# JBC
JBC is een Belgische kledingketen met mode voor het hele gezin. De naam van de winkelketen wordt gevormd door de initialen van de oprichter, oud-wielrenner Jean-Baptiste Claes. Hij startte in 1975 de eerste winkel in het Limburgse Schulen.
In 1985 kwamen zijn kinderen mee in de zaak en sindsdien groeide JBC uit tot een winkelketen met meer dan 120 winkels in België en Luxemburg. De hoofdzetel bevindt zich in Houthalen-Helchteren. Samen met zusterbedrijf Mayerline zijn er in totaal circa 185 winkels. Claes Retail Group (CRG), de holding boven JBC en Mayerline biedt werk aan 1600 werknemers.
Voor de eigen collectie werkt JBC regelmatig met bekende modeontwerpers, waaronder bijvoorbeeld Walter Van Beirendonck. JBC bezit ook het exclusieve verkooprecht op de collecties kinderkledij van Studio 100 (Bumba, Samson & Gert, Plop en K3) en Ketnet.
JBC zet zich in om duurzame mode te brengen en ze zijn lid van de Fair Wear Foundation, een organisatie die zich actief inzet voor betere arbeidsomstandigheden in de mode industrie. JBC streeft naar faire kledij tegen een faire prijs.